# Al Ahly Sporting Club (volley-ball)
Pour les articles homonymes, voir Al Ahly.
Maillots
Dernière mise à jour : 9 novembre 2024.
Al Ahly (section volley-ball), est l'une des nombreuses sections d'Al Ahly, club omnisports basé au Caire, Égypte.

## Palmarès masculin
- Championnat d'Égypte de volley-ball (33)
  - Vainqueur : 1965-66, 1966-67, 1967–68, 1975–76, 1976–77, 1978–79, 1979–80,1980–81, 1981–82[2], 1982–83, 1983–84, 1984–85, 1986–87[3], 1989-90[4], 1993–94, 1994–95[5], 1995–96, 1998–99[6], 1999-00[7], 2001–02[8], 2002–03[9], 2003–04[10],[11], 2005–06[12],[13], 2006–07[14], 2008–09[15], 2009–10[16], 2010–11[17], 2012–13[18],[19],[20], 2013-14[21], 2017-18[22], 2018-19, 2019-20, 2020-21

- Coupe d'Égypte de volley-ball (21)
  - Vainqueur :1976-77, 1981-82, 1986-87, 1987–88, 1989–90, 1995–96, 1998-99[23]. 2001-02[24],[25], 2002–03[26],[27], 2003–04[28], 2004–05[29], 2005–06[30],[31], 2006–07[32], 2007–08, 2009–10[33],[34], 2010–11[35], 2012–13[36], 2013-14[37], 2017-18[38],[39], 2018-19, 2019-20.

- Coupe d'Afrique des clubs champions (16)
  - Vainqueur : 1980, 1983[40], 1995[41], 1996[42], 1997[43], 2003[44],[45], 2004[46], 2006[47], 2010[48],[49],[50], 2011[51], 2015[52],[53], 2017[54],[55],[56], 2018[57],[58],[59], 2019 , 2022, 2024

- Coupe d'Afrique des clubs vainqueurs de coupe (6)
  - Vainqueur : 1990, 1991[60], 1995[61], 1996[62], 1997[63],[64], 2000[65]

- Coupe arabe des clubs champions (7)
  - Vainqueur :  1987[66], 2001[67],[68], 2002[69], 2005[70], 2006[71], 2010[72], 2020.

## Bilan par saison
| Saison    | Champion d'Égypte | Coupe d'Egytpe    | Coupe d'Afrique   | Coupe d'Afrique des coupes | Coupe arabe       |
| --------- | ----------------- | ----------------- | ----------------- | -------------------------- | ----------------- |
| 2019-2020 | Champion          | Vainqueur         | annulé            |                            | Champion          |
| 2018-2019 | Champion          | Vainqueur         | Champion          |                            | ne pas participer |
| 2017-2018 | Champion          | Vainqueur         | Champion          |                            | ne pas participer |
| 2016-2017 | 2e                | 3e                | Champion          |                            | ne pas participer |
| 2015-2016 | 2e                | 3e                | 1/8               |                            | ne pas participer |
| 2014-2015 | 3e                | 3e                | Champion          |                            | ne pas participer |
| 2013-2014 | Champion          | Vainqueur         | finale            |                            | ne pas participer |
| 2012-2013 | Champion          | Vainqueur         | ne pas participer |                            | 1/2               |
| 2011-2012 | annulé            | annulé            | 1/2               |                            | ne pas participer |
| 2010-2011 | Champion          | Vainqueur         | Champion          |                            | ne pas participer |
| 2009-2010 | Champion          | Vainqueur         | Champion          |                            | Champion          |
| 2008-2009 | Champion          | finale            | finale            |                            | finale            |
| 2007-2008 | 2e                | Vainqueur         | finale            | annulé                     | ne pas participer |
| 2006-2007 | Champion          | Vainqueur         | 1/2               | ne pas participer          | ne pas participer |
| 2005-2006 | Champion          | Vainqueur         | Champion          | ne pas participer          | Champion          |
| 2004-2005 | 2e                | Vainqueur         | ne pas participer | ne pas participer          | Champion          |
| 2003-2004 | Champion          | Vainqueur         | Champion          | ne pas participer          | -                 |
| 2002-2003 | Champion          | Vainqueur         | Champion          | ne pas participer          |                   |
| 2001-2002 | Champion          | Vainqueur         | ne pas participer | ne pas participer          | Champion          |
| 2000-2001 | 2e                | ne pas participer | ne pas participer | finale                     | Champion          |
| 1999-2000 | Champion          | ne pas participer | ne pas participer | Champion                   | -                 |
| 1998-1999 | Champion          | Vainqueur         | 1/2               | annulé                     | -                 |
| 1997-1998 | 2e                | ne pas participer | ne pas participer | annulé                     | -                 |
| 1996-1997 | Champion          | annulé            | Champion          | Champion                   | -                 |
| 1995-1996 | Champion          | Vainqueur         | Champion          | Champion                   | finale            |
| 1994-1995 | Champion          | annulé            | Champion          | Champion                   |                   |

## Les clubs les plus titrés avec des trophées internationaux
| Pos. | Équipe           | Titres | Continental | Trophées |
| ---- | ---------------- | ------ | ----------- | --- |
| 1    | Al Ahly SC       | 20     | CAVB        | (14) Coupe d'Afrique des clubs champions + (6) Confédération africaine de volley-ball                                            |
| 2    | CSKA Moscow      | 16     | CEV         | (13) Ligue des champions + (3) Supercoupe d'Europe                                                                               |
| 3    | Modène Volley    | 13     | CEV         | (4) Ligue des champions + (3) Coupe de la CEV + (5) Challenge Cup masculine + (1) Supercoupe d'Europe                            |
| 4    | Sisley Volley    | 12     | CEV         | (4) Ligue des champions + (2) Coupe de la CEV + (4) Challenge Cup masculine + (2) Supercoupe d'Europe                            |
| 5    | Pallavolo Parme  | 10     | CEV         | (2) Ligue des champions + (3) Coupe de la CEV + (2) Challenge Cup masculine + (2) Supercoupe d'Europe + (1) Championnat du monde |
| 6    | Zenit Kazan      | 7      | CEV         | (6) Ligue des champions + (1) Championnat du monde                                                                               |
| 7    | Sada Cruziero    | 7      | CSV         | (4) Championnat Sud-américain + (3) Championnat du monde                                                                         |
| 8    | Trentino Volley  | 7      | CEV         | (3) Ligue des champions + (4) Championnat du monde                                                                               |
| 9    | Piemonte Volley  | 7      | CEV         | (3) Coupe de la CEV +(2) Challenge Cup masculine + (2) Supercoupe d'Europe                                                       |
| 10   | Paykan Tehran VC | 7      | AVC         | (7) Championnat d'Asie |

## Saison 2018-2019
| No                                      | Nom                                     | Date de naissance                       | Taille                       | Poids                        | Poste                        |
| --------------------------------------- | --------------------------------------- | --------------------------------------- | ---------------------------- | ---------------------------- | ---------------------------- |
| 1                                       | Abdellatif Osman                        | 13 août 1983                            | 202                          | 90                           | Central                      |
| 2                                       | Abdallah Abdelsalam (en)                | 10 octobre 1983                         | 198                          | 85                           | Passeur                      |
| 3                                       | AbdelHalim Aebo (en)                    | 3 juin 1989                             | 211                          | 88                           | Central                      |
| 4                                       | Ahmed Salah (en)                        | 19 août 1984                            | 197                          | 87                           | Attaquant                    |
| 5                                       | Abdelrahman Seoudy                      | 21 août 1997                            | 206                          | 100                          | Central                      |
| 6                                       | Sherif Ahmed                            | 24 avril 1994                           | 185                          | 77                           | Libero                       |
| 7                                       | Mahmoud Raouf                           | 12 mai 1985                             | 196                          | 90                           | Réceptionneur-attaquant      |
| 9                                       | Sergey Burtsev                          | 23 février 1989                         | 198                          | 83                           | Réceptionneur-attaquant      |
| 10                                      | Mohamed Adel                            | 1er mai 1994                            | 211                          | 105                          | Central                      |
| 11                                      | Ahmed Abdelaal                          | 1er juin 1989                           | 185                          | 85                           | Réceptionneur-attaquant      |
| 12                                      | Hossam Youssef                          | 16 février 1988                         | 203                          | 97                           | Passeur                      |
| 13                                      | Mohamed Abdelmonaem                     | 11 janvier 1986                         | 195                          | 91                           | Réceptionneur-attaquant      |
| 14                                      | Mohamed Moawad                          | 26 août 1987                            | 194                          | 90                           | Libero                       |
| 15                                      | Ahmed Kotb (en)                         | 23 juillet 1991                         | 202                          | 86                           | Attaquant                    |
| 17                                      | Mohamed Ramdan                          | 1er juillet 1995                        | 185                          | 76                           | Libero                       |
| 18                                      | Ahmed Saaeed                            | 7 décembre 1994                         | 190                          | 97                           | Réceptionneur-attaquant      |
| 19                                      | Youssef Elsafi                          | 27 août 2000                            | 195                          | 92                           | Réceptionneur-attaquant      |
|                                         |                                         |                                         |                              |                              |                              |
| Encadrement technique                   | Encadrement technique                   |                                         | Légende                      | Légende                      | Légende                      |
| Entraîneur : Mohamed Moselhey           | Entraîneur : Mohamed Moselhey           | Entraîneur : Mohamed Moselhey           | : Capitaine                  | : Capitaine                  | : Capitaine                  |
| Entraîneur(s) adjoint(s) : Tamer Magdey | Entraîneur(s) adjoint(s) : Tamer Magdey | Entraîneur(s) adjoint(s) : Tamer Magdey | : Joueur blessé actuellement | : Joueur blessé actuellement | : Joueur blessé actuellement |

| Équipe type : Al Ahly Volley-Ball                                                                                  |
| \| Abdallah (en) · # 2 Salah (en) · # 4 Halim Ebo (en) · # 3 Saeed · # 18 Monaem · # 13 Dola · # 10 Momo · # 14 \| |
| Abdallah (en) · # 2 Salah (en) · # 4 Halim Ebo (en) · # 3 Saeed · # 18 Monaem · # 13 Dola · # 10 Momo · # 14       |

| Abdallah (en) · # 2 Salah (en) · # 4 Halim Ebo (en) · # 3 Saeed · # 18 Monaem · # 13 Dola · # 10 Momo · # 14 |

## Transferts
| Saison                        | Joueur              | Poste                   | Provenance/Destination | Durée |
| ----------------------------- | ------------------- | ----------------------- | ---------------------- | ----- |
| Arrivées                      |                     |                         |                        |       |
| 2018/19                       | Ahmed Salah (en)    | Attaquant               | Tala'ea El-Gaish       | 4 ans |
| 2018/19                       | Mahmoud Maarouf     | Réceptionneur-attaquant | Tala'ea El-Gaish       | 4 ans |
| 2018/19                       | Sergey Burtsev      | Réceptionneur-attaquant | CSM BUCURESTI          | 1 ans |
| Départs                       |                     |                         |                        |       |
| 2018/19                       | Chokri Jouini       | Réceptionneur-attaquant | Esperance              |       |
| 2018/19                       | Karim Farag         | Passeur                 | Shams SC               |       |
| 2018/19                       | Ahmed Hamada        | Réceptionneur-attaquant | Tala'ea El-Gaish       |       |
| 2018/19                       | Marawan shawkey     | Réceptionneur-attaquant | Avaiation SC           |       |
| Renouvellements               |                     |                         |                        |       |
| 2018/19                       | Mohamed Abdelmonaem | Réceptionneur-attaquant | -                      | 2 ans |
| 2018/19                       | Ahmed Saaeed        | Réceptionneur-attaquant | -                      | 4 ans |
| 2018/19                       | Ahmed Abdelaal      | Réceptionneur-attaquant | -                      | 4 ans |
| 2018/19                       | Mohamed Adel        | Central                 | -                      | 2 ans |
| Premier contrat professionnel |                     |                         |                        |       |
| 2018/19                       | Youssef Morgan      | Passeur                 | -                      | -     |
| 2018/19                       | Omar Yasser         | attaquant               | -                      | -     |
| 2018/19                       | Omar Akram          | Passeur                 | -                      | -     |

## Entraîneurs
| - Mohamed Meselhy 2016-2019 - Ahmed Zakaria 2015-2016 - Ibrahim Fakhr Eldeen 2009-2015 - Nour Attia 2005-2009 - Foaud Abd Elsalam 2001-2004 - Ibrahim Fakhr Eldeen 1995-2001 - Foaud Abd Elsalam 1985-1993 - Hesham Badrawey 1984-1985 - Ibrahim Fakhr Eldeen 1981-1984 - Tawfik Shehab 1980-1981 - Ali Refaay ??-?? - Tawfik Shehab ??-?? - Waheed Hendawy ??-?? - Abd ellatif ibrahim ??-?? |

## Palmarès féminin
- Championnat d'Égypte de volley-ball (38)
  - Vainqueur : ..., 1996 à 2022[74]
- Coupe d'Égypte de volley-ball (31)
  - Vainqueur :
  - Finaliste: 2019
- Coupe d'Afrique des clubs champions (9)
  - Vainqueur : 1999, 2000, 2003, 2007, 2009, 2015, 2016, 2018, 2019
  - Finaliste :1987, 1988, 1989, 2001, 2005, 2006, 2022, 2024, 2025
- Coupe d'Afrique des clubs vainqueurs de coupe (8)

1991, 1992, 1993, 1994, 1995, 1999, 2000
- Coupe arabe des clubs champions (8)

1998 , 1999 , 2000 , 2005 , 2007 , 2009 , 2016 , 2017 .

## Anciens présidents
Le président du club depuis mai 2002 est l'égyptien Hassan Hamdy. Ses prédécesseurs sont les personnes suivantes :
| Rang | Nom                       | Période   |
| ---- | ------------------------- | --------- |
| 1    | Mitchel Ince              | 1907-1908 |
| 2    | Aziz Ezzat Pasha          | 1908-1916 |
| 3    | Abdel Khaliq Sarwat Pacha | 1916-1922 |
| 4    | Jaafar Wali Pacha         | 1922-1940 |
| 5    | Ahmed Fouad Anwar         | 1940-1941 |
| 6    | Jaafar Wali Pacha         | 1941-1944 |
| 7    | Ahmed Hasanain Pacha      | 1944-1947 |
| 8    | Ahmed Abboud Pacha        | 1947-1961 |
| 9    | Salah Eldine Al Desouky   | 1962-1965 |

| Rang | Nom                          | Période     |
| ---- | ---------------------------- | ----------- |
| 10   | Gen. Abd Al Mohsen Mortagy   | 1965-1967   |
| 11   | Dr. Ibrahim Kamel Al Wakeel  | 1967-1971   |
| 12   | Gen. Abd Al Mohsen Mortagy   | 1971-1980   |
| 13   | Saleh Selim                  | 1980-1988   |
| 14   | Mohamed Abdou Saleh Al Wahsh | 1988-1992   |
| 15   | Saleh Selim                  | 1992-2002   |
| 16   | Hassan Hamdy                 | 2002-2014   |
| 17   | Mahmoud Taher                | 2014-2017   |
| 17   | Mahmoud El Khatib            | depuis 2017 |

## Identité du club

### Logos
Al Ahly a opté dès son origine comme couleurs le Rouge et le Blanc du drapeau égyptien de l'époque.
Al Ahly a utilisé plusieurs écussons au cours de son histoire. Le premier, adopté en 1907, a été utilisé jusqu'à la révolution de 1952, date à laquelle on retire du logo la couronne du roi qui s'y trouvait initialement. En 2007, un nouvel écusson est dévoilé à l'occasion du centenaire du club. Ce logo a subis plusieurs légères modifications à travers les années, jusqu'en 2023 ou le club a annoncé un nouveau logo exclusive pour la section football, en laissent l'autre logo pour les autres sections.

1913-1952
1952-2007
Ancien logo avec l'inscription «Club du siècle»
2007-2022 Logo actuel du club omnisports et ancien logo de la section football
Logo de la section football depuis 2023